# Kirsten De Laender
Kirsten De Laender (22 juli 1993) is een Belgisch paralympisch atlete. Zij trad als bocciaspeelster een eerste maal aan in de Paralympische Zomerspelen 2012. In Londen behaalde ze een bronzen medaille in het boccia voor gemengde duo's BC3. De Laender nam ook deel aan de Paralympische Zomerspelen 2016, maar dit keer zonder een medaille.

## Palmares

### Paralympische spelen
- Londen 2012 met pair
- 6e Londen 2012 individueel

### Wereldkampioenschap
- WK Lissabon 2010 met pair

### Europees kampioenschap
- EK Guimaraes 2013 individueel
- 4e EK Guimaraes 2013 met pair
- 4e EK Povoa de Varzim 2009 met pair